# Dassault-Dornier Alpha-Jet
O Dassault-Dornier Alpha-Jet é um avião ligeiro de apoio aéreo ofensivo e de instrução, desenvolvido em conjunto pelas empresas aeronáuticas Dassault, da França, e Dornier, da Alemanha. Os primeiros voos ocorreram em 1973.

## História

### Origens
Nos princípios dos anos 60, as forças aéreas europeias começaram a considerar os seus equipamentos para as décadas que se seguiriam. Um dos resultados desta revisão foi uma nova geração de jactos de treino para substituir alguns aviões deste tipo clássicos, como o Lockheed T-33 e o Fouga Magister. Desta nova geração destacaram-se o britânico BAE Hawk e o franco-alemão Alpha-Jet. No início da corrida, entre estes dois rivais, o Alpha-Jet começou com vantagem, todavia o BAE Hawk revelou-se vencedor. Porém, foi construído um bom número de unidades do Alpha-Jet, que serviram uma quantidade razoável de forças aéreas durante um longo espaço de tempo, muitos ainda ativos.
Nos primeiros anos da Década de 1960, O Reino Unido e a França começaram uma colaboração com vista à construção de um jacto supersónico de treino/ataque ligeiro. O resultado foi o SEPECAT Jaguar, que provou-se excelente, mas a sua definição original evolui para a de caça-bombardeiro, numa versão de dois assentos usada para a conversão operacional ao tipo.
Desta forma criou-se uma lacuna na Força Aérea Francesa, com ausência de uma aeronave de treino moderna. Então, a França iniciou conversações com a Alemanha Ocidental para colaboração. Uma especificação comum foi criada em 1968. Desta, surgiu um avião subsónico, já que os supersónicos tinham apresentado limitações neste tipo de missão. Um desenvolvimento comum e um contrato de produção foram assinados em julho de 1969, que especificava que as duas nações iriam produzir duzentas máquinas, mas cada um iria fabricá-las em seu próprio país.
Foram apresentadas três propostas por três grupos de fabricantes:
- A Dassault, a Breguet e a Dornier propuseram o "TA501", projecto que era uma fusão ente o "Breguet 126" e o "Dornier P.375";
- A SNIAS/MBB propuseram o "E.650 Eurotrainer";
- A VFW-Fokker propôs o "VFT-291".

Todas as propostas deveriam incluir como fonte de propulsão dois motores SNECMA-Turboméca Larzac. A Deutsche Luftwaffe insistiu que o avião deveria ter dois motores pois tinha sofrido vários acidentes com os seus Lockheed F-104 Starfighter, de único motor.
O projecto TA501 foi declarado vencedor em julho de 1970, e o seu desenvolvimento aprovado em fevereiro de 1972. Dois protótipos foram construídos na França, pela Dassault (que entretanto tinha comprado a Breguet), e outros dois foram construídos pela Dornier na Alemanha. O protótipo francês efectuou o seu primeiro voo a 26 de outubro de 1973, na Base Aérea 125 de Istres, enquanto que o seu congénere alemão o efectuou um pouco mais tarde, a 9 de janeiro de 1974 no Centro Aeroespacial Alemão em Oberpfaffenhofen. Os restantes dois protótipos realizaram o seu primeiro voo ainda antes deste ano.
| Matrícula | Protótipo | Fabricante | Primeiro Voo          |
| --------- | --------- | ---------- | --------------------- |
| 01/F-ZJTS | 01        | Dassault   | 26 de outubro de 1973 |
| D-9594    | 02        | Dornier    | 9 de janeiro de 1974  |
| 03/F-ZWRV | 03        | Dassault   | 6 de maio de 1974     |
| D-9595    | 04        | Dornier    | 11 de outubro de 1974 |

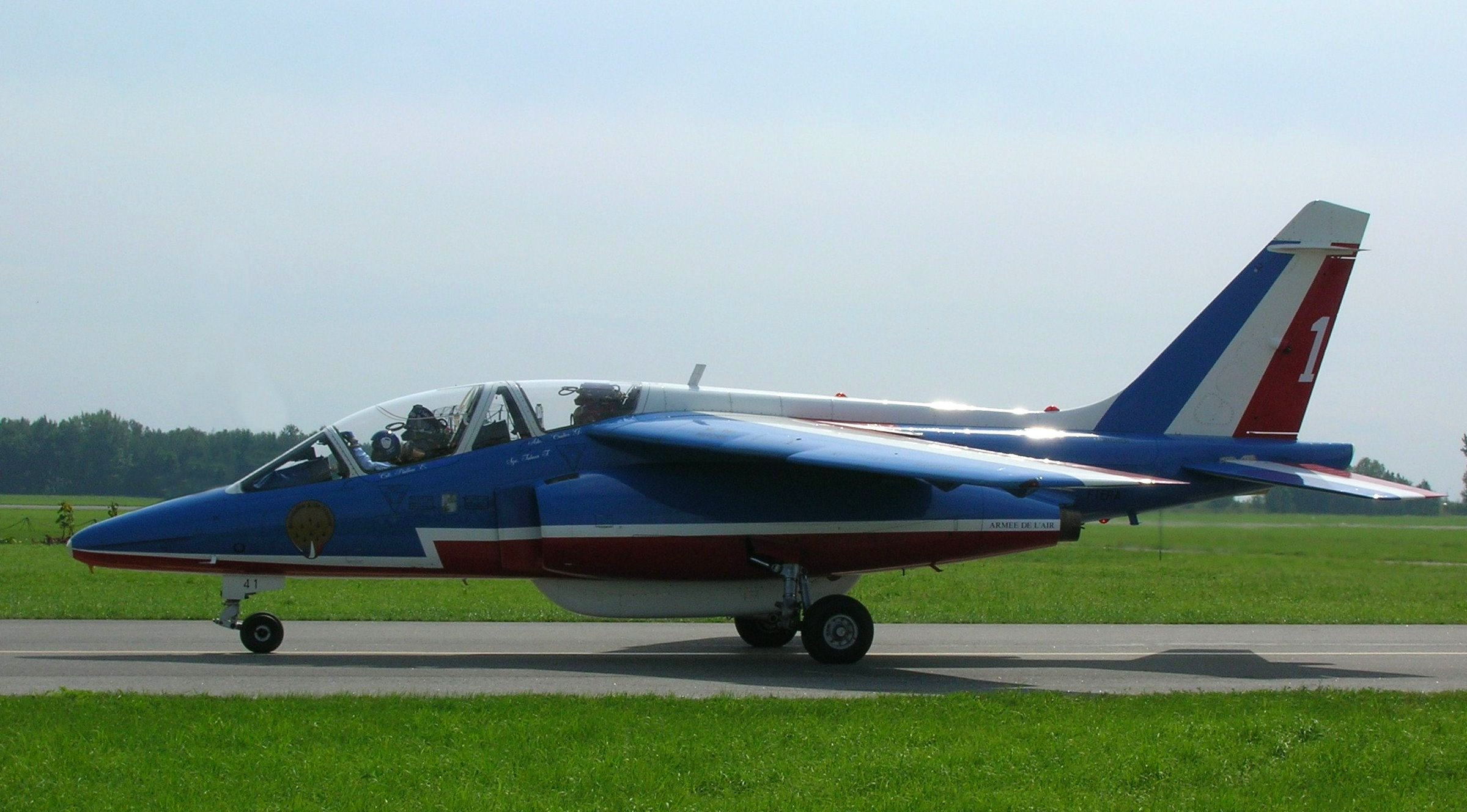
Alpha Jet francês do tipo E da Patrouille-de-france

A Força Aérea Francesa decidiu utilizar o avião primariamente para treino. A primeira produção de Alpha Jet destinada à França realizou o seu primeiro voo a 4 de Novembro de 1978. A variante francesa foi designada de "Alpha Jet E", (E de École, "escola" em francês). As primeiras entregas na França para experimentação no serviço foram a 4 de novembro de 1978, substituindo o Canadair T-33 no treino em jacto, e o Dassault Mystère IV no treino de armamento. 176 unidades foram entregues até 1985, ante os 200 previstos.
A Deutsche Luftwaffe decidiu usar o Alpha Jet principalmente como avião de ataque ligeiro. A primeira produção de Alpha Jet alemã fez o seu baptismo de voo a 12 de abril de 1978, tendo sido a versão germânica designada de "Alpha Jet A" (A de Appui Tactique, Guerra Táctica em  português). Até 1983, a Força Aérea Alemã recebeu 175 aparelhos, que substituíram o Fiat G.91. Embora os Alpha Jet fossem construídos tanto na Alemanha quanto na França, o fabrico das diferentes variantes foi dividida pelos dois países, com plantas em cada país realizaram a montagem final e check-out. Os quatro protótipos permaneceram em serviço, como bancos de ensaio, por exemplo, para avaliação de uma asa de grafite epóxi-composto e melhores variantes de motor Larzac.
Os dois tipos de variantes é facilmente destingida, tendo o Alpha Jet A um nariz pontiagudo e o Alpha Jet E um nariz arredondado.

## Variantes
- Alpha Jet A: Versão de ataque originalmente utilizada pela Alemanha
- Alpha Jet E: Versão de treino originalmente utilizada pela França
- Alpha Jet 2: Desenvolvimento do Alpha Jet E optimizado para ataque ao solo. (Esta versão foi originalmente designada Alpha Jet NGAE (Nouvelle Generation Appui/Ecole ou "Nova Geração de Ataque/Treino".
- Alpha Jet MS1: Versão capaz de apoio montada no Egipto
- Alpha Jet MS2: Versão melhorada com novos aviónicos, motores actualizados, mísseis Ar-Ar Magic, e um cockpit de vidro Lancier
- Alpha Jet ATS (Advanced Training System): Uma versão com controlos multi-funções e  "glass cockpit" para treinar os pilotos na utilização de sistemas de ataque e de navegação para os aviões caça de última geração. Esta versão é também designada de Alpha Jet 3 ou Lancier

O argentino IA 63 Pampa, produzido pela FAdeA, é também baseado no design do Alpha Jet, sendo menor, com apenas um motor e asas de linhas rectas.

## Utilizadores

### Militares
- Alemanha - 175 Alpha Jet A
- Bélgica - 33 Alpha Jet E, designados de Alpha Jet 1B
- Camarões - 7 Alpha Jet MS2
- Costa do Marfim - 7 Alpha Jet E
- Egipto - 30 Alpha Jet MS1 e 15 Alpha Jet MS2
- França - 176 Alpha Jet E
- Marrocos - 24 Alpha Jet E, designados de Alpha Jet H
- Nigéria - 24 Alpha Jet A
- Qatar - 6 Alpha Jet E
- Tailândia - 20 antigos aviões da Força Aérea Alemã
- Togo- 5 Alpha Jet E

#### Ex-utilizadores
- Reino Unido - A QinetiQ opera 6 antigos aviões da Força Aérea Alemã. Retirados de serviço em 31 de janeiro de 2018.[4]
- Portugal- (Alpha Jet A) - 50 antes da Luftwaffe) adquiridos em 1993. Aposentados em 13 de janeiro de 2018.[5][6]

### Civis
- Os Flying Bulls operam 3 antigos aviões da Força Aérea Alemã, e têm outros 2 para exposição estática.[2][7]
- Pelo menos 10 antigos aviões da Força Aérea Alemã são operados por identidades individuais nos Estados Unidos.[2]
- A companhia aérea Top Aces opera 8 antigos aviões da Força Aérea Alemã num contrato de treino com as Forças Armadas Canadianas.[8]

### Emprego na Força Aérea Portuguesa
A Força Aérea Portuguesa recebeu em 1992, provenientes da Força Aérea Alemã, 50 aviões Alpha-Jet. Estas aeronaves vieram substituir os Fiat G.91 na missão de apoio aéreo ofensivo, e os Cessna T-37, Lockheed T-33 e Northrop T-38 na missão de instrução complementar de pilotagem de aviões de combate. Na altura, todos os aviões foram colocados na Base Aérea de Beja onde formaram duas esquadras:
- Esquadra 103 (instrução complementar de pilotagem de aviões de combate)
- Esquadra 301 (apoio aéreo ofensivo).

No âmbito da Esquadra 103, os Alpha-Jet foram os aviões escolhidos para operarem nas patrulhas de demonstração Parelha da Cruz de Cristo e Asas de Portugal.
Nos finais do ano de 2005, os Alpha-Jet foram substituídos na missão de apoio aéreo ofensivo pelos novos aviões General Dynamics F-16, que integraram a Esquadra 301, transferida para a Base Aérea nº 5 em Monte Real, limitando-se agora essencialmente às funções de instrução e acrobacia aérea. Em Janeiro  de 2018, a Força Aérea Portuguesa retirou de serviço todos os aviões Alpha-Jet, a partir daqui a formação avançada de nível III e IV será feita nos EUA.

## Galeria fotográfica

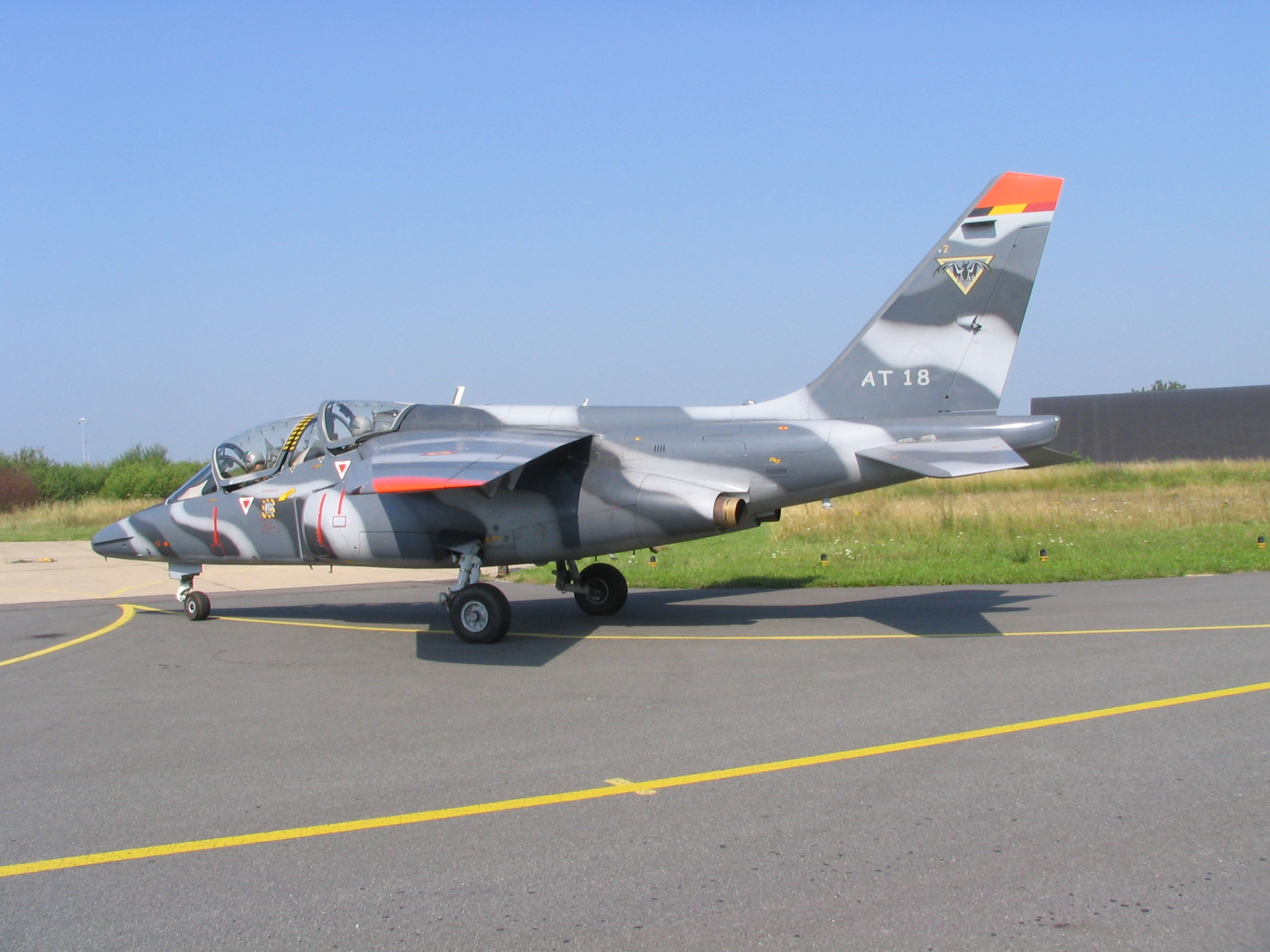
Belga
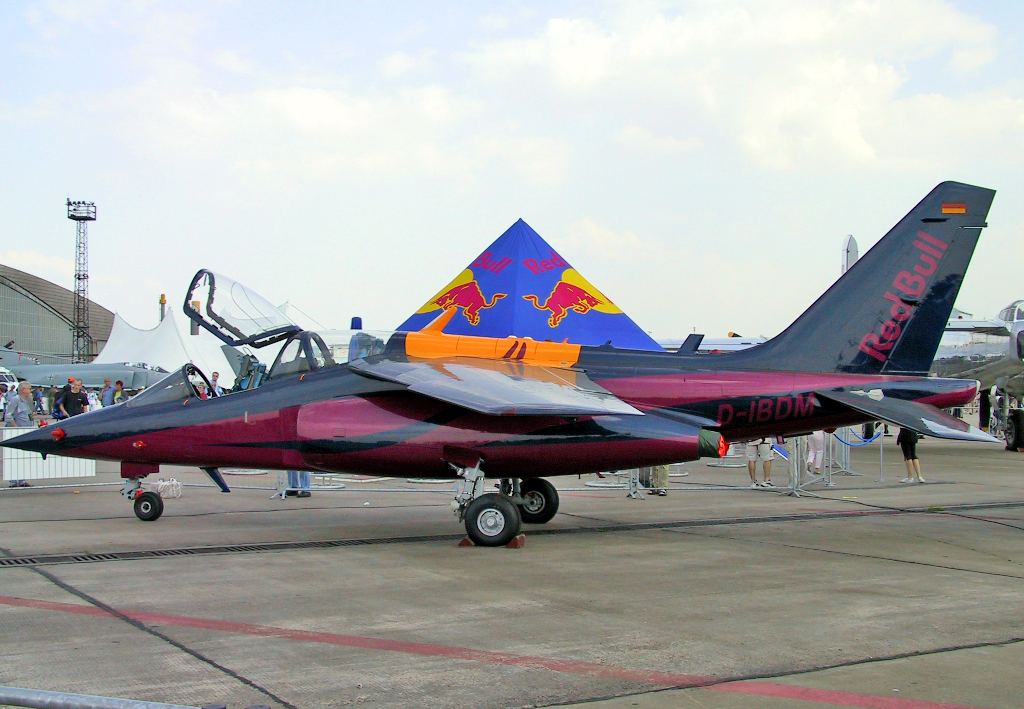
dos Flying Bulls
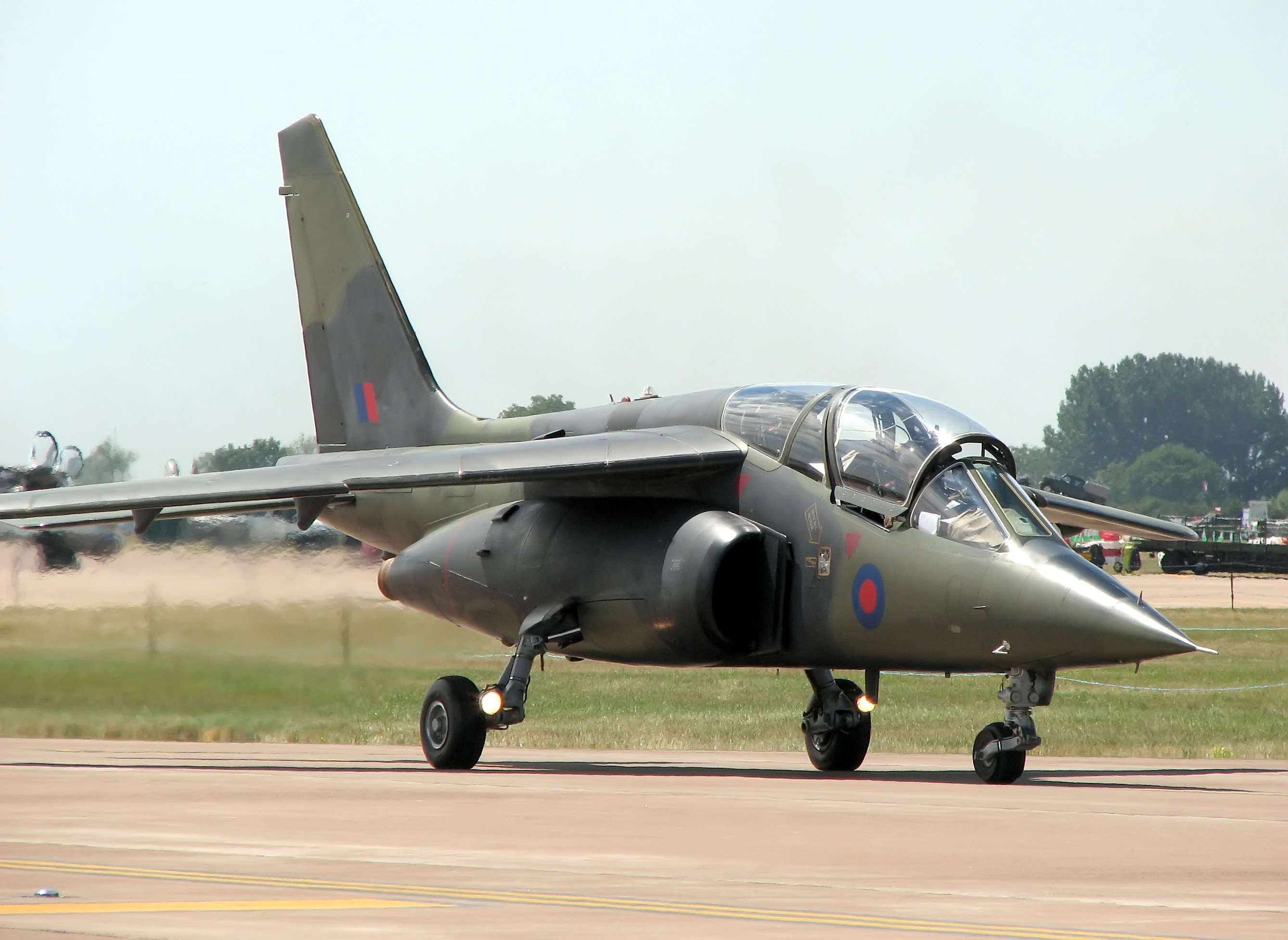
do Reino Unido
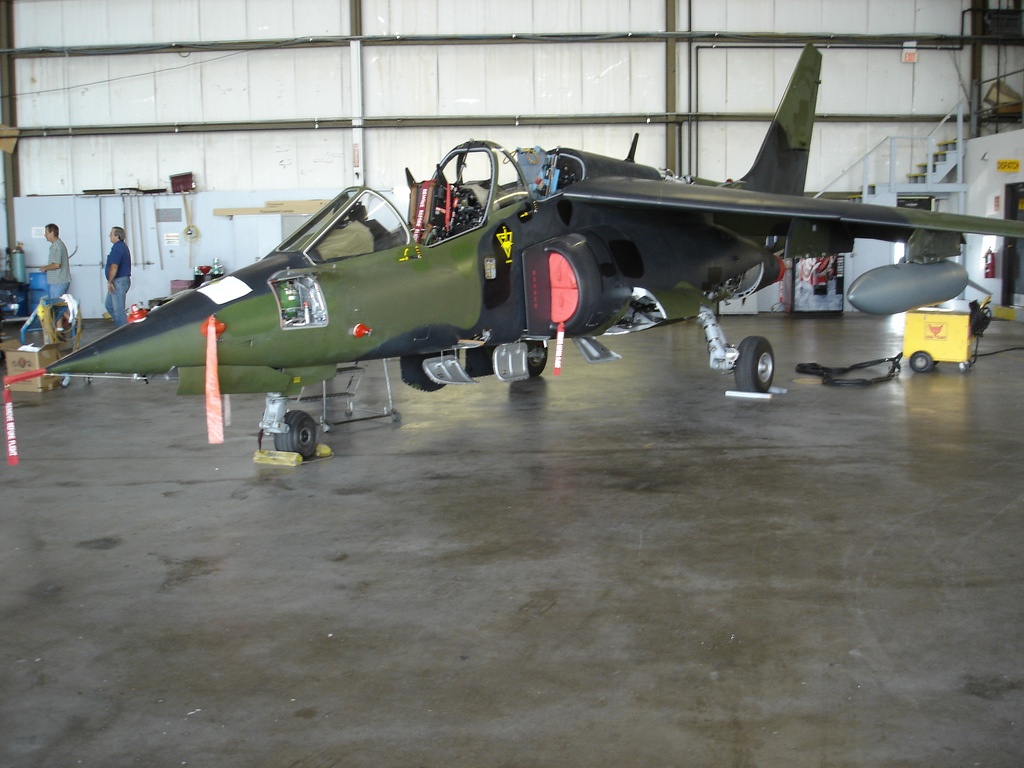
da Top Aces